# Skoky do vody na Letních olympijských hrách 2008
Skoky do vody na Letních olympijských hrách v Pekingu.

## Medailisté

### Muži
| Kategorie                         | Zlato                                | Stříbro                                         | Bronz                                           |
| --------------------------------- | ------------------------------------ | ----------------------------------------------- | ----------------------------------------------- |
| Prkno 3 m                         | Che Čchung · Čína (CHN)              | Alexandre Despatie · Kanada (CAN)               | Čchin Kchaj · Čína (CHN)                        |
| Věž 10 m                          | Matthew Mitcham · Austrálie (AUS)    | Čou Lü-sin · Čína (CHN)                         | Gleb Galperin · Rusko (RUS)                     |
| Synchronizované skoky z prkna 3 m | Wang Feng a Čchin Kchaj · Čína (CHN) | Dmitrij Sautin a Yuriy Kunakov · Rusko (RUS)    | Ilja Kvaša a Oleksij Prygorov · Ukrajina (UKR)  |
| Synchronizované skoky z věže 10 m | Lin Jüe a Chuo Liang · Čína (CHN)    | Patrick Hausding a Sascha Klein · Německo (GER) | Gleb Galperin a Dmitrij Dobroskok · Rusko (RUS) |

### Ženy
| Kategorie                         | Zlato                                   | Stříbro                                                   | Bronz                                               |
| --------------------------------- | --------------------------------------- | --------------------------------------------------------- | --------------------------------------------------- |
| Prkno 3 m                         | Kuo Ťing-ťing · Čína (CHN)              | Julia Pachalinová · Rusko (RUS)                           | Wu Min-sia · Čína (CHN)                             |
| Věž 10 m                          | Čchen Žuo-lin · Čína (CHN)              | Émilie Heymansová · Kanada (CAN)                          | Wang Sin · Čína (CHN)                               |
| Synchronizované skoky z prkna 3 m | Kuo Ťing-ťing a Wu Min-sia · Čína (CHN) | Julia Pachalinová a Anastasija Pozdňakovová · Rusko (RUS) | Ditte Kotzianová a Heike Fischerová · Německo (GER) |
| Synchronizované skoky z věže 10 m | Wang Sin a Čchen Žuo-lin · Čína (CHN)   | Briony Coleová a Melissa Wuová · Austrálie (AUS)          | Paola Espinosová a Tatiana Ortizová · Mexiko (MEX)  |

## Přehled medailí
| Pořadí | Země            | Zlato | Stříbro | Bronz | Celkově |
| ------ | --------------- | ----- | ------- | ----- | ------- |
| 1      | Čína (CHN)      | 7     | 1       | 3     | 11      |
| 2      | Austrálie (AUS) | 1     | 1       | 0     | 2       |
| 3      | Rusko (RUS)     | 0     | 3       | 2     | 5       |
| 4      | Kanada (CAN)    | 0     | 2       | 0     | 2       |
| 5      | Německo (GER)   | 0     | 1       | 1     | 2       |
| 6      | Mexiko (MEX)    | 0     | 0       | 1     | 1       |
| 6      | Ukrajina (UKR)  | 0     | 0       | 1     | 1       |
| Celkem | Celkem          | 8     | 8       | 8     | 24      |